# Skeleton Man (film)
Skeleton Man è un film del 2004 diretto da Johnny Martin. Trasmesso dal canale Sci-Fi Channel e finanziato dalla Nu Image, fa parte della serie sui mutanti che comprende i film: Metamorphosis, Creature, SharkMan e Snakeman - Il predatore.

## Trama
Quattro soldati scelti dell'esercito degli Stati Uniti d'America sono scomparsi durante una missione di routine nelle foreste del nord-ovest. Un commando delle forze d'elite viene inviato allora a scoprire cosa sia accaduto. Il loro unico indizio: una comunicazione via radio, molto disturbata, dell'ultimo sopravvissuto che parla di un essere che non è umano.

## Distribuzione
In Italia è stato distribuito esclusivamente per il mercato home video, con la pubblicazione di un'edizione DVD nel 2007.
Il budget è di circa 2,3 milioni di dollari.